# Sant Joan de Vilatorrada
 (mai 2023).
Le contenu est difficilement compréhensible vu les erreurs de traduction, qui sont peut-être dues à l'utilisation d'un logiciel de traduction automatique.
Sant Joan de Vilatorrada est une commune de la comarque de Bages dans la province de Barcelone en Catalogne (Espagne).
Depuis 1833, la commune est formée par trois villages préexistants: Sant Joan de Vilatorrada, Joncadella et Sant Martí de Torroella. Ce dernier, qui auparavant était le village principal, dispose actuellement d’une autorité municipale décentralisée (en catalan : entitat municipal descentralitzada). Néanmoins, avec l’arrivée de l’industrie aux XIXe et XXe siècles, c’est le village de Sant Joan de Vilatorrada, située sur la rive du fleuve et donc des implantations des diverses usines, qui a pris de l’avant et qui concentre aujourd’hui la grande majorité de la population et son agglomération urbaine.
La dénomination officielle de la commune a changé plusieurs fois dans l’histoire récente, à la suite de ces changements sociologiques. Auparavant c'était Sant Martí de Torroella. En 1937, elle devint Vilatorrada de Cardener (le gouvernement révolutionnaire visant à effacer les noms religieux). En 1939, après la guerre, elle récupéra son ancien nom. En 1962, ce fut Sant Joan de Torroella. Et en 1981, elle prit l’actuelle dénomination de Sant Joan de Vilatorrada.

## Géographie
La commune est limitée par la ville de Manresa (la capitale de la comarque) et par les villages voisins de Sant Mateu de Bages, Callús, Santpedor, Sant Fruitós de Bages et Fonollosa. Elle est entourée par les collines de Costarrodona et de Vilatorrada, et par le petit sommet du Collbaix (543 m), très prisé par les sportifs locaux, et est traversée par la rivière Cardener et par son affluent, le ruisseau de Fonollosa.
Sant Joan de Vilatorrada est désormais très bien pourbue par les divers axes routiers qui passent sur son territoire : la route C-55 (de Manresa à Cardona et Solsona) et la route C-25 (Girona-Manresa-Lleida) ainsi que les routes ou autoroutes très proches qui communiquent avec Barcelone, Tarragone et les Pyrénées.

## Histoire
Dans ses origines, le village était constitué par une faible population, très dispersée dans des diverses fermes (mas ou masia, en catalan) présentes sur son territoire. Au XIVe siècle, la commune comptait seulement 125 habitants. Ce n’est que jusqu’à la fin du XVIIIe siècle qu'elle parvient à 212 habitants, grâce au développement de l’activité agricole : notamment les vignes, les oliviers et les céréales. Cependant, l’arrivée de l’industrie textile et de son implantation le long de la rivière Cardener (la force de l’eau permettant de faire tourner les usines), a complètement bouleversé l’aspect du village. Trois grandes usines textiles ont été inaugurées à partir de 1855, ce qui a conduit à l’arrivée d’une importante vague migratoire en provenance des villages et des comarques voisines. Des nouvelles usines sont alors arrivées. En 1920, la commune comptait déjà 1 454 habitants. Mais le grand saut s’est produit dans les années 1950, avec l’arrivée d’une nouvelle vague migratoire en provenance, cette fois, du reste de la Catalogne mais surtout de l’Andalousie, attirés par l’installation notamment de deux grandes industries à proximité du village (même si sur le territoire de la commune voisine de Manresa) : l’usine Pirelli (pneumatiques) et l’usine Hayes Lemmerz (jantes pour automobiles). Ainsi, la population de Sant Joan de Vilatorrada était de 1 652 habitants en 1950, 6 880 en 1975, 8 995 en 1995, et 10 820 en 2022. Même si l’usine Pirelli a subi une forte crise qui a mené à sa fermeture en 2009, une zone industrielle auxiliaire s’était déjà installée. Le coût économique et social de la fermeture a été surmonté grâce aux autres industries présentes, ainsi que par la croissance du secteur des services et d’une grandissante industrie de la viande,.
Compte tenu de la croissance tardive du village, très liée au développement industriel, Sant Joan de Vilatorrada ne compte pas avec un centre historique ancien : seuls quelques anciens mas qui sont devenus intégrés dans l’agglomération urbaine, de même que certaines usines. C’est le cas de l’ancienne et belle usine textile Gallifa, restaurée par la municipalité et devenue un grand centre culturel et bibliothèque en plein cœur de la ville. Et c’est le cas aussi de l’ancien Mas Sant Joan, très bien restauré et devenu actuellement le siège de l’école locale de musique, ou du Mas Llobet destiné à abriter des concerts ou des fêtes populaires.

## Le village actuel
Aujourd’hui, Sant Joan de Vilatorrada est un village dynamique et moderne. Il est la deuxième commune de la comarque de Bages en nombre d’habitants; la première si on ne tient pas compte de la capitale comarcale, Manresa.
Le centre commercial et culturel de la commune est situé  autour de l’avinguda Montserrat, du carrer Major et du Parc Catalunya, où se tiennent la plupart des fêtes locales et des activités culturelles.
La commune compte avec des nombreuses installations sportives et culturelles, telles que le centre culturel et bibliothèque de Cal Gallifa, l’école de musique (qui attire aussi à des jeunes étudiants des villages voisins), la radio municipale, la zone sportive (terrain de foot, tennis, athlétisme), la salle de sports, et les piscines municipales. Elle compte aussi de nombreuses associations culturelles et sportives, et un centre du troisième âge.
En ce qui concerne l’enseignement, Sant Joan de Vilatorrada compte de nombreux centres : deux crèches, trois écoles de primaire, et deux lycées (en catalan : institut). Concernant la santé publique, il compte un centre de soins (le CAP, centre d’assistència primària), où on peut trouver des médecins de famille et certains spécialistes), et une résidence et un centre d’accueil pour le troisième âge. Il y a aussi un centre d’accueil et d’information pour les jeunes.
La mairie (ajuntament, en catalan), est dirigée par un conseil composé par 17 conseillers municipaux (consellers ou regidors, en catalan).

## Fêtes locales
Parmi les diverses fêtes qui ont lieu au cours de l’an, il faut remarquer celles-ci:
- Pâques (mars ou avril). Les Caramelles (expression folklorique catalane) : des personnes habillés en la costume traditionnel font une parade dans les rues avec des danses et des chansons du folklore local.
- Dernier dimanche d’avril. Festa de la Primavera (« fête du printemps ») : marche populaire à la découverte de la nature.
- 24 juin. Festa Major (fête locale) : concerts, bals, activités culturelles et pour les enfants, etc. Depuis un certain temps, cette fête est précédée de la Festa Major Infantil consacrée spécifiquement aux enfants.
- Fin octobre. Els Embarrats : recréation du passé industriel textile et de la vie au début du XXe siècle. Visites dramatisées, marchés dans les rues, danses traditionnelles, etc. Cette fête, créée en 2013 avec grand succès, compte avec la participation bénévole d’une bonne partie de la population et attire un public nombreux du village mais aussi de toute la comarque.

## Jumelage
Sant Joan de Vilatorrada est jumelée avec :
- Limoux, ville du sud de la France (Aude) de 10 012 habitants (2019).
- El Rubio, ville andalouse (Espagne) de 3 352 habitants (2022).